# پیکو دا باندیرا
پیکو دا باندیرا (به پرتغالی: Pico da Bandeira) یک کوه در برزیل است که در میناز ژرایس واقع شده‌است. پیکو دا باندیرا ۲٬۸۹۲ متر بالاتر از سطح دریا واقع شده‌است.